# Бидзина Иванишвили
Бидзина (Борис) Григориевич Иванишвили (на грузински: ბიძინა ივანიშვილი, IPA произношение [bidzinɑ ivɑnɑʃvili]; на руски: Бидзина (Борис) Григорьевич Иванишвили) е предприемач милиардер, филантроп и политик от Грузия. Министър-председател на Грузия от 25 октомври 2012 г. до 20 ноември 2013 г.
Собственик е на групата компании „Уникор“. Започва да се занимава с политическа дейност от края на 2011 г. Неговата политическа партия „Грузинска мечта“, основана на 19 април 2012 г., събира чрез коалицията „Бидзина Иванишвили – Грузинска мечта“ 54 % от гласовете, като печели 83 (от 150) депутатски места в парламентарните избори на 1 октомври 2012 г.

## Произход и образование
Роден е в семейството на миньор в с. Чорвила, близо до гр. Чиатура в днешната област Имеретия, Грузия.
Завършва с отличие Инженерно-икономическия факултет на Тбилиския университет (1980). Аспирант (1982 – 1986) в Научноизследователския институт по труда в Москва, защитава дисертация и става кандидат на икономическите науки.
Работи като старши научен сътрудник във филиала на НИИТ в Тбилиси. От 1988 до 1990 г. е заместник-началник на отдел във Всесъюзния център за комерческа информация на Федерацията на непрофесионалните кинематографисти на Дружеството на приятелите на киното, Москва, а през 1988 (или 1990) г. започва работа в кооператив „Агропрогрес“.

## Бизнес
В края на 1980-те години създава кооператив за производство на армирани маркучи. Търгува с компютри в Тбилиси и Москва.
Основава банка „Руски кредит“ (1990), става член на Съвета на директорите на АКБ „МаркПольБанк“, Москва (1992). От 1994 г. заема длъжността първи вицепрезидент на банка „Руски кредит“.
От май 1995 г. е генерален директор на ТОО „Инфинтрейд“. Създава холдинговата компания „Металоинвест“ за управление на промишлени активи и недвижимост (1997) и мрежата от аптеки „Доктор Столетов“ (2002). Бил е член на Съвета на директорите на ОАО КБ „Импексбанк“ (ноември 2003 – май 2006).
През 2004 г., след „революцията на розите“, се преселва да живее в родното си село в Грузия, а функциите по управление на активите прехвърля на УК „Уникор“. Тогава продава металургическите си активи на група инвеститор, водена от Алишер Усманов.

## Собственост
Борис Иванишвили влиза в рейтинга на Forbes от 2005 г., заемайки от 12-о (2009) до 22-ро (2010) място със състояние от 3 млрд. до 6,7 млрд. щатски долара (2008). През 2010 г. е на 22-ро място с 4,8 млрд. Притежавайки лично състояние 5,5 млрд. щ. дол., през 2011 г. заема 25-о място в списъка на 200-те най-богати бизнесмени на Русия по класацията на сп. „Форбс“, а през март 2012 г. с 6,4 млрд. щ. дол. е на 153-то място в света.
Към началото на 2005 г. сред активите му са банка „Руски кредит“, „Импексбанк“, аграрната корпорация „Стойленска нива“, аптечната мрежа „Доктор Столетов“, хотели „Минск“ и „Централная“ и други промишлени активи в Русия. Малко преди парламентарните избори в Грузия от 2012 г. се избавя от повечето си активи в Русия. Британският в. „Гардиан“ обаче твърди, че Иванишвили владее крупен пакет акции на „Газпром“. Самият той оценява (май 2012) руското направление като приоритетно за своя бизнес.
Придобива по-рано недвижимост в САЩ и Франция. Закупува (2006), на аукцион на „Сотбис“, картината „Дора Маар с котка“ на Пабло Пикасо за $95,2 млн. ($106,1 млн. с комисионите).

## Гражданство
Живеейки в Москва, след разпада на СССР получава с жена си руско гражданство. На 22 юли 2004 г. получават и гражданство на Грузия. Скоро след това приемат и гражданство на Франция, което обаче съгласно грузинското законодателство води до загуба на грузинското гражданство, но за това е обявено едва през октомври 2011 г. – няколко седмици след публичното деклариране от Иванишвили на френското му гражданство.
Доброволно се отказва от френско и руско гражданство. Подава иск за признаване за незаконно на решението за лишаването му от гражданство на Грузия. Гражданството е върнато само на жена му.

## Политика
До 2011 г. Бидзина Иванишвили практически не се появява на публични места. През октомври 2011 г. обявява намерението да създаде политическа партия. Поради лишаването му от грузинско гражданство неговата жена решава да оглави партията. През април 2012 г. основава партията „Грузинска мечта – Демократична Грузия“, която влиза в коалицията „Бидзина Иванишвили – Грузинска мечта“ за участие в парламентарните избори през есента същата година.
На 11 юни 2012 г. съд в Тбилиси го осъжда на глоба от 90 млн. щ. дол. за подкуп на избиратели, съкратен на ок. 45 млн. дол. Отказва да плати, арестуват негови акции в 2 компании с цел да се предложат за продажба. В края на юли съобщава, че е изплатил глобата. На 11 август Тбилиският градски съд му налага глоба от ок. 12,3 млн. дол. за пожертвувания в полза на неговата коалиция.
След победата на парламентарните избори на 1 октомври 2012 г. (54 % от гласовете, 83 от 150 депутатски места) предлага на президента Михаил Саакашвили предсрочно да подаде оставка заради загубата на неговата управляваща партия.
Иванишвили заявява, че цел на грузинската политика е интеграцията с Европа и в частност с Евросъюза и НАТО. Застъпва се за скорошна нормализация на руско-грузинските отношения, както и за възстановяване на културните и търговските връзки между Грузия и Русия. Счита, че грузинският бизнес не е готов да изнася в ЕС и САЩ, поради което си заслужава грузинските предприемачи да се върнат на руския пазар. Обявява се за възстановяване на териториалната цялост на Грузия, като обсъждането на териториалните проблеми не бива да пречи на дружеските отношения с Русия.

## Семейство
Бидзина Иванишвили на възраст 35 г. се жени за 19-годишната Екатерина (Еке) Фьдоровна Хведелидзе. Имат 4 деца – 3 сина и дъщеря.
Построява бизнес център на хълма Табори в Тбилиси, на територията на бившата „Комсомолска алея“ над Ботаническата градина, по проект, избран чрез международен конкурс, на японския архитект Шин Такамацу. Комплексът, на стойност около 50 млн. щ. дол., се строи 10 години. Включва дом за гости, многофункционална зала, голяма и малка конферентна зала, тренажорна зала, плувен басейн, танцова зала, покрит тенис корт и пр. Окръжаващите градини пъстреят със скулптури от известни ваятели.